# Oualid Ben Amor
Pour les articles homonymes, voir Ben Amor.
Oualid Ben Amor ou Walid Ben Amor (arabe : وليد بن عمر), né le 24 mai 1976 à Monastir, est un handballeur tunisien.

## Biographie
Joueur du Club africain en Tunisie, il rejoint le championnat espagnol, d'abord au BM Ciudad Real pour une saison puis au Club Balonmano Cantabria. Lorsque le club fait faillite en 2008, il intègre pour trois mois le FC Barcelone où il remplace Iker Romero alors blessé.
Il joue également au sein de la sélection nationale avec qui il dispute 168 matchs.

## Palmarès de joueur

### En club
- Vainqueur du Championnat de Tunisie : 1998, 2000, 2001
- Vainqueur de la coupe de Tunisie : 1996, 1997, 1998, 2001
- Vainqueur de la coupe d'Afrique des vainqueurs de coupe : 2001
- Vainqueur de la coupe des Émirats arabes unis : 2010
- Vainqueur de la coupe du président des Émirats arabes unis : 2011

### En équipe nationale
Jeux olympiques
- 10e place aux Jeux olympiques de 2000

Championnats du monde
- 16e place au Championnat du monde 1997
- 12e place au Championnat du monde 1999
- 10e place au Championnat du monde 2001
- 14e place au Championnat du monde 2003
- 17e place au Championnat du monde 2009

Championnats d'Afrique des nations
- Médaille d'or au Championnat d'Afrique des nations 1998
- Médaille d'or au Championnat d'Afrique des nations 2002
- Médaille d'argent au Championnat d'Afrique des nations 2004
- Médaille d'argent au Championnat d'Afrique des nations 2008

Autres
- Médaille d'argent aux Jeux méditerranéens de 2001

## Distinctions personnelles
- Élu meilleur demi-centre du Championnat d'Afrique 2004[3]

## Palmarès d'entraîneur
Al-Jazira Club
- Championnat des Émirats arabes unis : 2016
- Vainqueur de la coupe du président des Émirats arabes unis : 2016
- Vainqueur de la Supercoupe des Émirats arabes unis : 2016
- Médaille de bronze de la coupe du Golfe des vainqueurs de coupe : 2016